# Wilhelmsglücksbrunn (Naturschutzgebiet)
Die Aue bei Wilhelmsglücksbrunn, südlich von Creuzburg im westlichen Thüringen, ist eine fast ebene Fläche, die von der Werra durchflossen wird. Ihr Bett besitzt hier eine Breite von dreißig bis fünfunddreißig Metern. Früher überflutete die Werra regelmäßig bei Hochwasser die in Flussnähe liegenden Wiesenbereiche. Auch heute noch ist die Aue ein natürliches Überschwemmungsgebiet und in der Raumnutzungskarte des Regionalplans Südwestthüringen als Hochwasserschutzbereich vorgesehen. Mehrere Gräben durchziehen das Gebiet, die die ehemals nasse Aue entwässern und auch Überflutungswasser abführen sollen. In dem relativ naturnahen Bereich hat sich eine Auenvegetation mit Feuchtwiesen, Schilfröhrichten und einer Binnensalzstelle entwickelt, die zum Lebensraum für Vögel und Amphibien geworden ist. Um diesen zu bewahren und Störungen von ihm fernzuhalten, wurden die Aue mit dem südöstlichen Teilgebiet „Nesselbusch“, einer nassen, flachen Senke am Rande der Aue, von dem Thüringer Landesverwaltungsamt im Oktober 2000 zum Naturschutzgebiet erklärt.

## Lage
Die Flächen um das Gut Wilhelmsglücksbrunn liegen in einer beckenförmigen Talweitung der Werra im Norden des Wartburgkreises in Thüringen, in der Nähe zur hessischen Landesgrenze. Administrativ gehören sie zum Amt Creuzburg, einer Stadt, die durch den Zusammenschluss von Creuzburg mit den Gemeinden Ebenshausen und Mihla entstanden ist. Das Amt Creuzburg ist der Sitz der Verwaltungsgemeinschaft Hainich-Werratal.
In der naturräumlichen Gliederung Deutschlands, die auf der Geografischen Landesaufnahme des Instituts für Landeskunde Bad Godesberg basiert, wird die die Aue zu dem Creuzburger Werradurchbruch (483.44) gerechnet. Westlich grenzen die Netra-Ifta-Talung (483.42) und der Südliche Ringgau (483.41) an und nach Osten geht der Bereich in den Creuzburg–Eisenacher Graben (483.45–47) über. Sie gehören alle zu der Haupteinheit der Nordwestlichen Randplatten des Thüringer Beckens (483). Das innerthüringische, nur landesweit einteilende System der Landesanstalt für Umwelt und Geologie ordnet das Naturschutzgebiet der Einheit Werrabergland-Hörselberge (3.3) in der Landschaft Muschelkalk-Platten und -Bergländer zu.

## Fauna
Eine besondere Bedeutung hat die Werraaue für die Erhaltung gefährdeter Wiesenvögel und als Rastgebiet für zahlreiche Zugvögel und Wintergäste aus dem Norden und Osten Europas. Bei Kartierungsarbeiten wurden Bekassine, Braunkehlchen, Kiebitz, Raubwürger, Schwarzmilan und Wiesenpieper gesehen. Wichtig ist das Gebiet nach den Schutzwürdigkeitsgutachten auch für Blaukehlchen, Eisvogel, Rebhuhn, Rohrweihe, Rotmilan, Schafstelze, Schlagschwirl, Schleiereule, Weißstorch und Wachtelkönig.
Bei Untersuchungen zur Schutzwürdigkeit in den 1990er Jahren wurden lediglich zwölf weitverbreitete Tagfalterarten festgestellt. In der Amphibienfauna gilt das Vorkommen des Seefrosch als bemerkenswert. Unter den acht im Gebiet beobachteten Heuschreckenarten waren die Feuchtigkeit liebenden Kurzflüglige Schwertschrecke und Weißrandiger Grashüpfer vertreten. Im „Nesselbusch“ wurden bisher vier Stillwasser-Libellenarten nachgewiesen.

## Vegetation

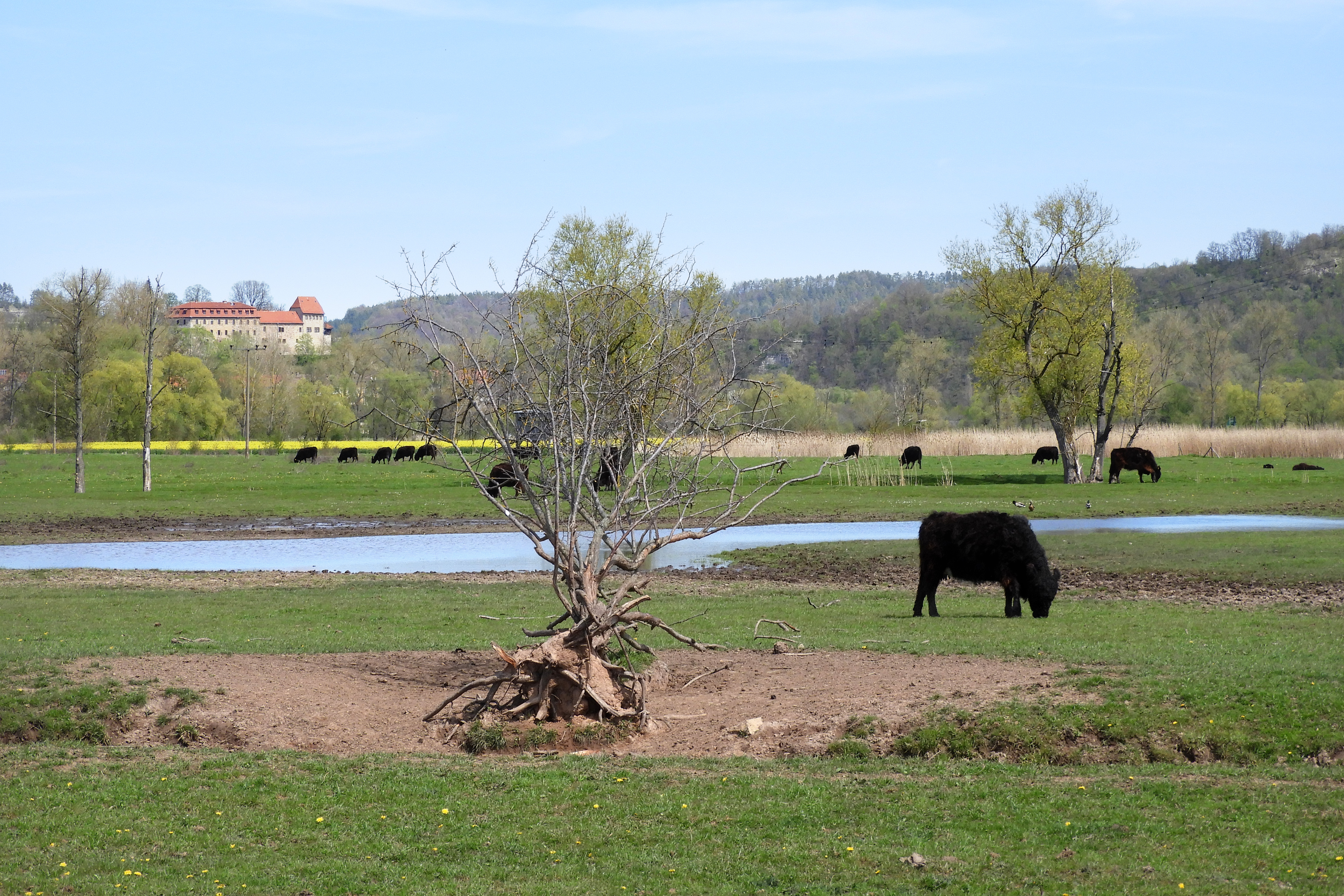
Zur Offenhaltung der Flächen werden Teilbereiche mit Galloway-Rindern beweidet

Große Flächen des Gebiets werden von artenarmen Mähweiden eingenommen. Mit der Beweidung durch Rinder, Pferde und Wasserbüffel sollen Bereiche in der Landschaft offen gehalten werden, um die Lebensräume für Vögel und Amphibien zu erhalten. In nassen Senken haben sich Knickfuchsschwanz-Rasen mit Zierlichem Tausendgüldenkraut sowie Fuchsseggen-Riede entwickelt. Kleinflächig treten Binnensalzstellen mit Salzbinsen-Rasen auf. Die Teilfläche des „Nesselbusch“ wird von Schilf-Landröhrichten, Schlankseggen-Rieden, Staudenfluren sowie Grünlandbrachen besiedelt.
Für die Wissenschaftler der projektbegleitenden Arbeitsgruppe des Managementplans für das FFH-Gebiet „Werra bis Treffurt mit Zuflüssen“ sind in der Wilhelmsglücksbrunner Aue großflächige Erdbeerklee-Kriechstraußgras-Flutrasen (Trifolio fragiferi-Agrostietum stoloniferae Sykora 1982 nom. inv.) charakteristisch. Entsprechend häufig sind Erdbeer-Klee und Kriech-Straußgras anzutreffen. Auch die Salz-Binse ist recht verbreitet, ebenso wie die Spießblättrige Melde und der Rote Gänsefuß. Als die artenreichste Fläche überhaupt wird das östliche Weideland bewertet, wo neben den genannten Arten auch vereinzelt Strand-Dreizack, Graugrüner Gänsefuß und Wiesengerste vorkommen.

## Solequellen

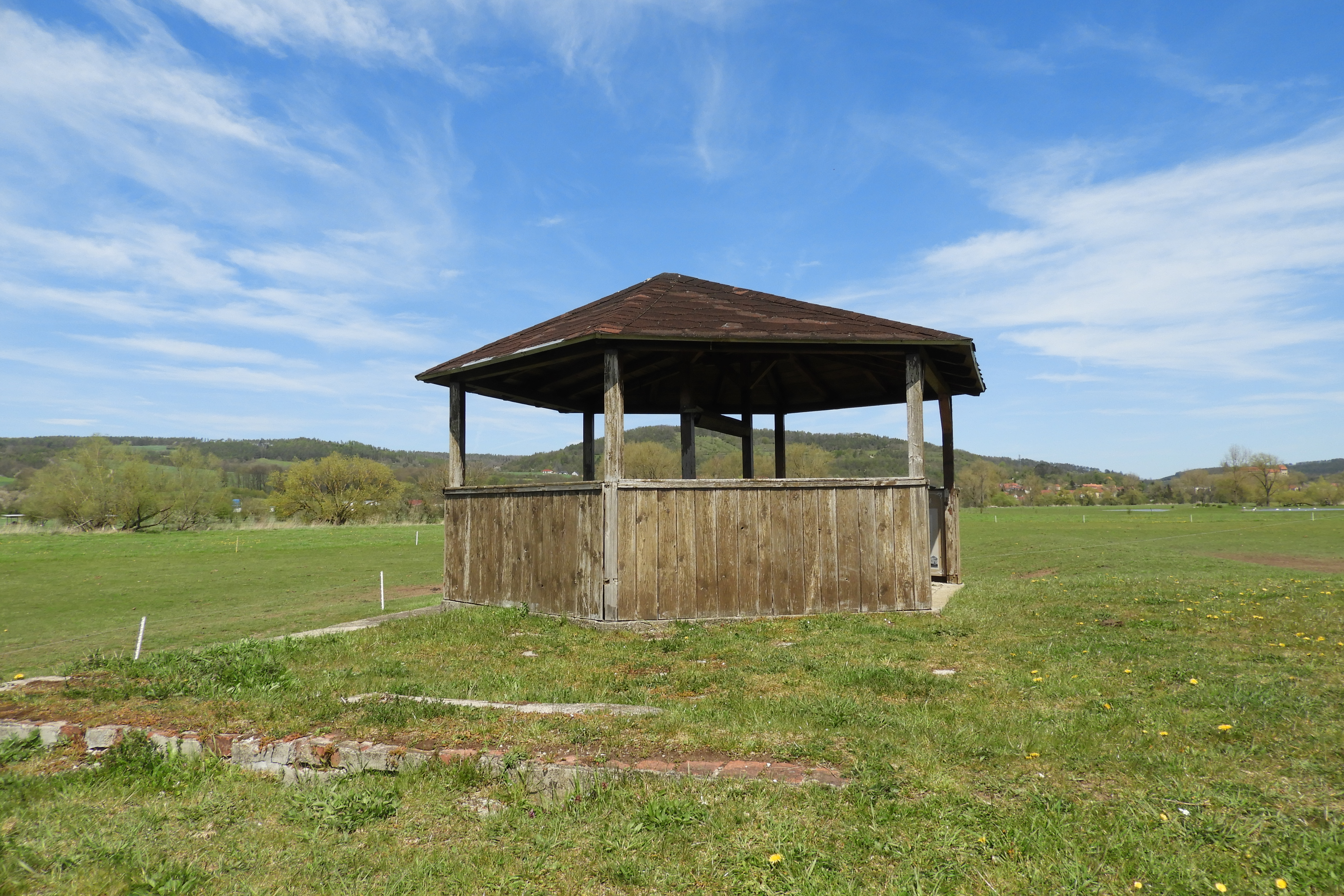
Brunnenhäuschen mit dem Brunnenschacht der Karolinenquelle

Die Aue liegt im Bereich des Creuzburger Grabenbruchs, durch dessen Spaltensystem aus dem Steinsalzlager des Oberen Buntsandsteins Salzwasser an die Oberfläche dringt. Im Bereich um das Gut Wilhelmsglücksbrunn treten mehrere Solequellen auf. Ein erster Nachweis über die Nutzung dieser salzhaltigen Quellen findet sich in einer Urkunde aus dem Jahr 1426. Landgraf Friedrich der Friedfertige vergab die Siederechte an vier Creuzburger Bürger, unter der Bedingung, dass sie Steuern und Zölle an die landesherrliche Kammer zahlen. Im Jahr 1452 wurden die Rechte durch Herzog Wilhelm abermals vergeben. Nachdem das Salzwerk 1525 in den Wirren des Bauernkrieges zerstört wurde, ruhte 200 Jahre lang die Salzproduktion wegen schlechter Rentabilität. Erst Herzog Johann Wilhelm von Sachsen-Eisenach ließ die Saline 1726 neu errichten und nannte sie „Wilhelmsglücksbrunn“. Mit den Bohrungen neuer Quellen und dem Einsatz moderner Technik konnte der Salinenbetrieb mehr als 100 Jahre lang, bis zur Einstellung der Salzproduktion im Jahr 1843, erfolgreich wirtschaften.
Nach dem Niedergang wurde versucht, das Salzwasser in anderer Weise zu verwerten. Ein in 1874 gebildeter „Badeactienverein“ wollte erfolglos die heilkräftige Sole bei rheumatischen Krankheiten, Gicht und chronischen Hautkrankheiten in einem Kurbad in Creuzburg nutzen. Später, im Jahr 1905 gründete der damalige Besitzer der Saline, Kommerzienrat Nikolaus von Dreyse, ein Enkel des Unternehmers und Erfinders des Zündnadelgewehres Johann Nicolaus von Dreyse, mit der Stadt Eisenach und sechs weiteren Gesellschaftern die Kurbad-Eisenach-Gesellschaft. Das Wasser der Hauptquelle, die nun Karolinenquelle hieß, wurde über eine Rohrleitung in den Eisenacher Kartausgarten geleitet und in der dortigen Wandelhalle zu Trink- und Badezwecken verabreicht. Mit dem Ausbleiben der Kurgäste in der Zeit des Ersten Weltkriegs und der Weltwirtschaftskrise konnte sich ein dauerhafter gewinnbringender Kurbetrieb jedoch nicht etablieren. Er wurde 1938 eingestellt. Der artesische Überlauf des noch bestehenden Brunnenschachts der Karolinenquelle ergießt seither die Sole in die Umgebung des rekonstruierten Brunnenhauses.

## Unterschutzstellung

### Naturschutzgebiet

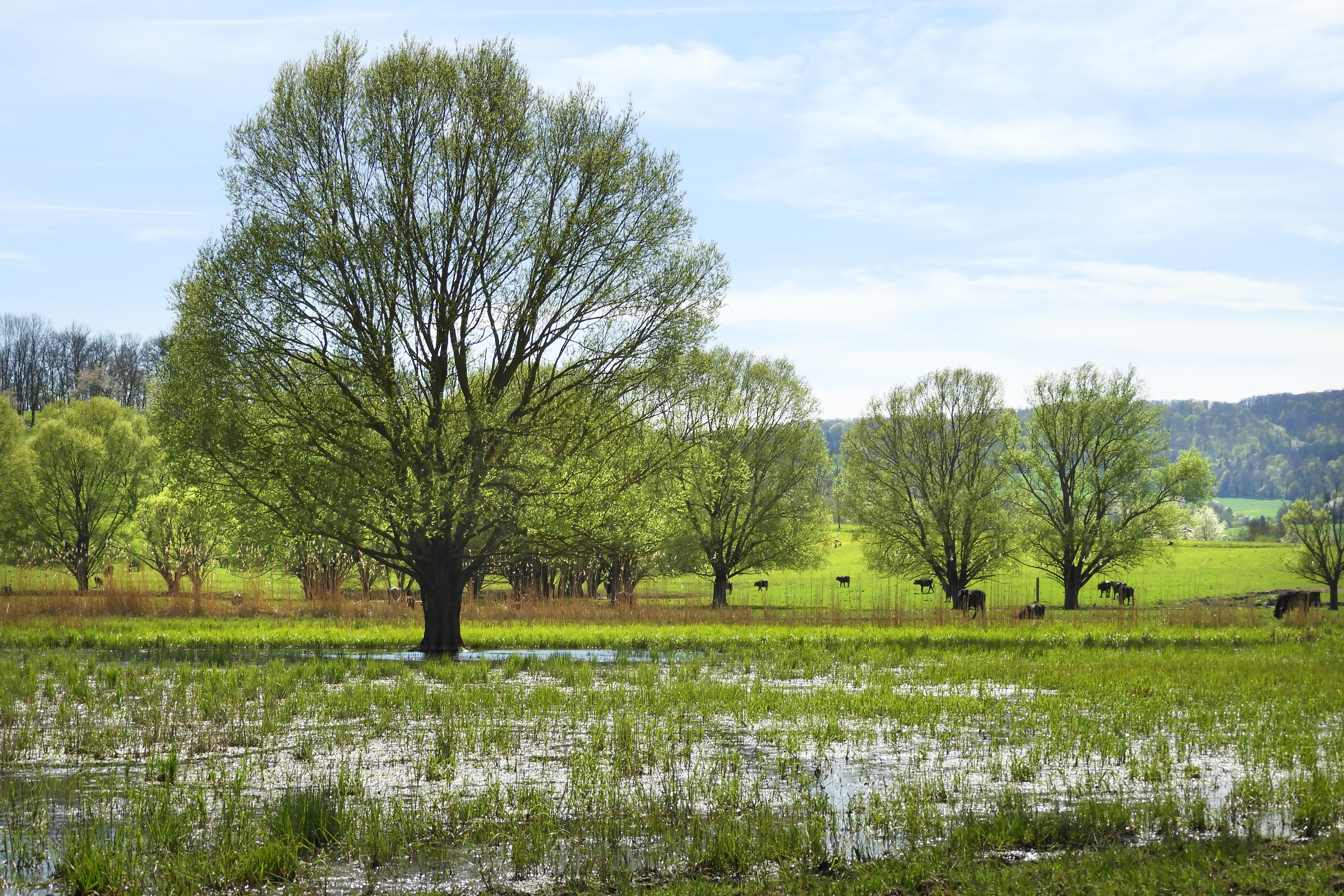
Die Teilfläche des „Nesselbusch“ besiedeln Schilfröhrichte, Seggenriede, Staudenfluren und Grünlandbrachen

Nach einer einstweiligen Sicherstellung, in den Jahren von 1990 bis 1995, wurde mit Verordnung vom 13. September 2000 des Thüringer Landesverwaltungsamtes in Weimar die Werraaue bei Wilhelmsglücksbrunn zum Naturschutzgebiet erklärt. Das Schutzgebiet mit der thüringeninternen Kennung 210 besitzt eine Größe von 77,3 Hektar und hat den WDPA-Code 319334.
Die formulierten Ziele der Festsetzung als Naturschutzgebiet waren neben anderen:
- Die Bewahrung des relativ naturnahen Abschnitts der Werra mit ihren Uferbereichen und der angrenzenden Brachfläche, auf der sich eine Auenvegetation entwickelt hat.
- Der Schutz der extensiv genutzten Grünlandflächen mit ihren Gräben und kleinflächigen Hochstaudenfluren.
- Die Sicherung der vorkommenden Solequellen und der begleitenden halophytischen Vegetation mit ihren zum Teil gefährdeten Pflanzengesellschaften.
- Die Erhaltung des „Nesselbusch“ mit seinen Brachen, Hochstaudenfluren, Schilfröhrichten und Seggenbeständen sowie
- der Schutz vor nachteiligen Veränderungen, um die durch die dortigen Lebensgemeinschaften bestimmte Eigenart des Gebietes zu bewahren.[8]

### Vogelschutzgebiet
Das Naturschutzgebiet liegt vollständig in dem Europäischen Vogelschutzgebiet „Werra-Aue zwischen Breitungen und Creuzburg“ mit der EU-Nummer 5127-401, der thüringeninternen Kennung 18 und dem WDPA-Code 555537614. In dem mehrteiligen, rund 2500 Hektar großen Schutzgebiet, ist die Wilhelmsglücksbrunner Aue die nördlichste Teilfläche.  Das im Jahr 2007 an die EU-Kommission gemeldete Gebiet schützt Vogelarten, für die nach Anhang I der Vogelschutzrichtlinie besondere Maßnahmen ergriffen werden müssen sowie die in Artikel 4 Abs. 2 der Vogelschutzrichtlinie genannten Zugvögel.
Übergreifende Ziele für die großflächigen Grünlandbereiche entlang der Werra sind die Erhaltung oder gegebenenfalls die Wiederherstellung
- des naturnahen Flusslaufs und der Stillgewässer mit ihren Verlandungsröhrichten, als Lebensraum für Eisvogel, Gänsesäger, Flussregenpfeifer, Graugans, Knäkente, Wasserralle, Kleinem Sumpf- und Teichhuhn, Zwergdommel, Rohrweihe und Lachmöwe,
- der extensiv genutzten Grünlandflächen mit ihren feuchten Bereichen, als Brut- und Nahrungshabitat für Wiesenbrüter wie Bekassine, Wachtelkönig, Kiebitz, Braunkehlchen und Wiesenpieper sowie für Weißstorch, Wachtel und Wendehals,
- der mit den Auengewässern verbundenen Auwaldreste, Gehölz- und Sumpfhabitate, als Lebensraum für Blaukehlchen, Gelbspötter, Schlagschwirl und Schwarzmilan sowie
- die störungsarme und durch periodische Überschwemmungen geprägten Werraaue, für die zahlreichen Watvogel- und Entenarten, für Brand- und Waldsaatgans, Singschwan, Kormoran, Tüpfelsumpfhuhn, Zwergmöwe, Trauerseeschwalbe, Schwarzstorch, Grau- und Silberreiher, Fischadler und Kornweihe.[12]

### Flora-Fauna-Habitat-Gebiet
Der Flusslauf der Werra in der Aue gehört zu dem Flora-Fauna-Habitat-Gebiet „Werra bis Treffurt mit Zuflüssen“. In dem europäisch vernetzten Schutzgebietssystem Natura 2000 hat das 2.260 Hektar große FFH-Gebiet die Nummer 5328-305 und landesintern die Kennung 111. Mit vielen Teilflächen erstreckt es sich von den Quellbereichen bis zur Landesgrenze bei Treffurt. In diesem Bereich haben sich wertvolle Lebensraumkomplexe der Gewässer und Moore, des Grünlandes und der Wälder ausgebildet. Besonders geschützt werden sollen das ausgedehnte Fließgewässersystem, mit der flutenden Wasserpflanzenvegetation und das für Thüringen bedeutsame Vorkommen von Groppen und Bachneunaugen.

### „Grünes Band“

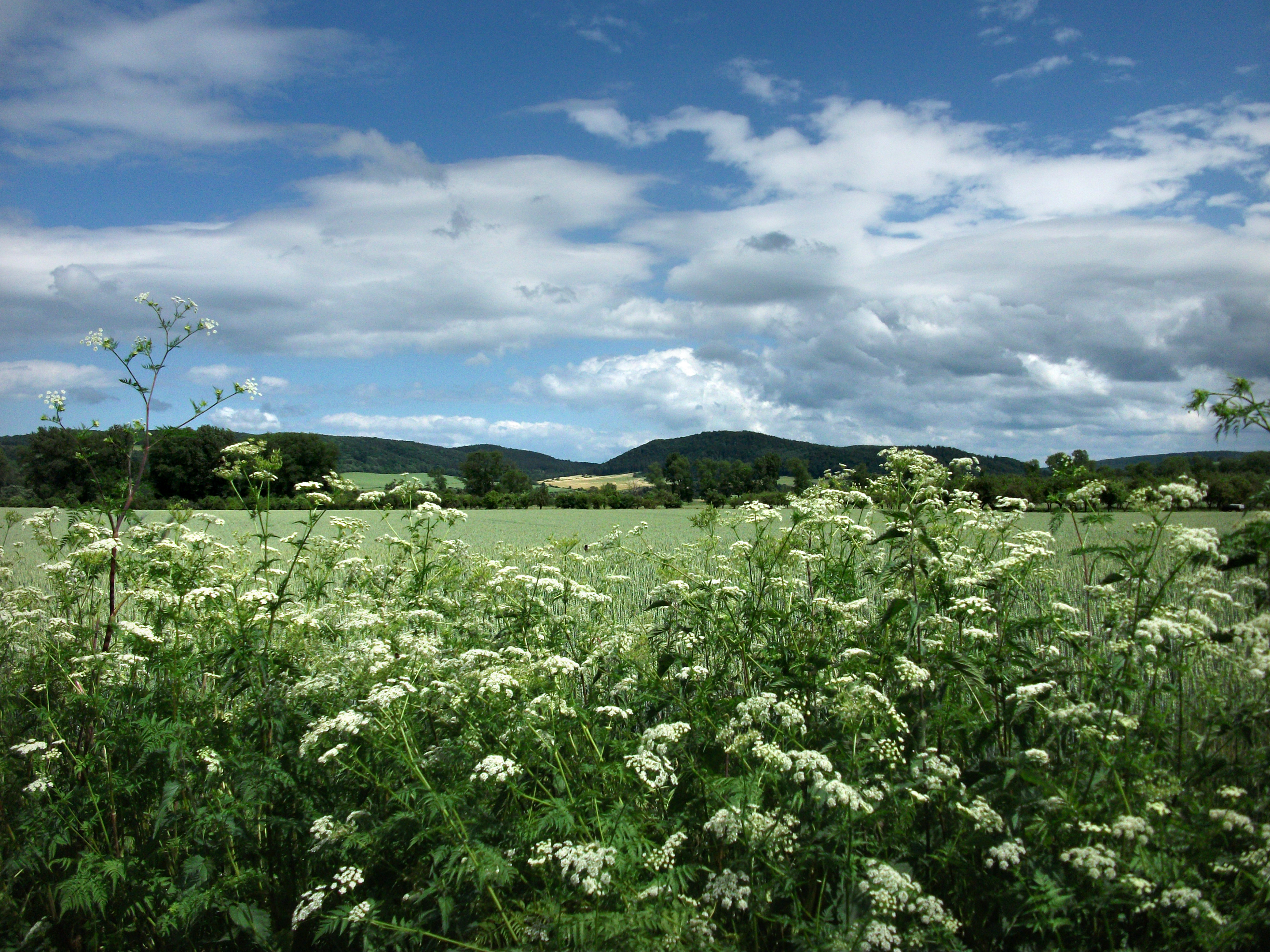
Blick über die Werra auf die weite Fläche der Wilhelmsglücksbrunner Aue.

Die Wilhelmsglücksbrunner Aue ist ein Teil des Verbundsystems der feuchten Auenstandorte des Mittleren Werratals, das länderübergreifend den Erhalt der typischen Lebensgemeinschaften sichern will. Viele Tier- und Pflanzenarten gelten in der heutigen Kulturlandschaft durch eine „Verinselung“ ihres Lebensraumes als bedroht. Ihre Bestände können sich nicht mehr austauschen, vielfach sterben sie lokal aus weil sie zu klein geworden sind und eine Besiedelung weiter entfernt liegender Bereiche nicht gelingt. Die Schaffung von solchen Biotopverbundsystemen, als „Trittsteine“ für den notwendigen Austausch, wird als wichtiger Schritt auf dem Weg zur langfristigen Sicherung der Arten angesehen. Besondere Bedeutung besitzt der Landschaftsraum der Werraauen in dem als „Korridor der Artenvielfalt“ bezeichneten „Grünen Band“ entlang der ehemaligen innerdeutschen Grenze. Das mit der Entscheidung des Thüringer Landtags vom 9. November 2018 zum Nationalen Naturmonument erklärte Naturschutzgroßprojekt verbindet zahlreiche seltene Lebensräume und soll zur Erhaltung der biologischen Vielfalt in Deutschland beitragen. Nationale Naturmonumente wurden im Jahr 2009 als eine eigene Schutzgebietskategorie in das Bundesnaturschutzgesetz aufgenommen und werden rechtlich wie Naturschutzgebiete geschützt. Ihre Besonderheit liegt in der Verbindung des Naturschutzes mit dem Erhalt einer Landschaft oder Region aus kulturhistorischen oder landeskundlichen Gründen.

## Touristische Angebote
- Zwischen den beiden Teilen des Naturschutzgebiets verläuft der Werratal-Radweg auf einer kleinen Straße, die auch von Ausflüglern sowie den Wanderern und Pilgern der Fernwanderwege Werra-Burgen-Steig X5, „Elisabethpfad“ und „Lutherweg“ genutzt werden.
- Einen Besuch der unter dem Brunnenhäuschen entspringenden Karolinenquelle ermöglicht der frühere Verbindungsdamm zwischen der Hauptquelle und dem Salzwerk. Ein Fußweg führt auch zu einem Vogelbeobachtungsstand mit Infotafeln in der Aue.
- Die eher träge Fließgeschwindigkeit der Werra macht sie attraktiv für Wasserwanderer. Nach der Naturschutzgebietsverordnung darf sie ausschließlich nur mit Muskelkraft betriebenen Booten befahren werden.
- Das einst verfallene Gut mit dem einsturzgefährdeten Herrenhaus wurde bis Anfang der 2000er Jahre umfangreich renoviert und beherbergt heute ein zertifiziertes Biohotel mit Restaurant und dem Café „Saline“. Neben der Innen- und Außengastronomie betreiben die Eigentümer eine ökologische Landwirtschaft, eine Käseproduktion und einen Hofladen.